# The Prestige (film)
The Prestige er en sciencefictionfilm fra 2006 instrueret af Christopher Nolan, med et manuskript baseret på Christopher Priests prisbelønnede roman ved samme navn.   

## Medvirkende
I filmen møder vi Christian Bale i rollen som Alfred Borden, Hugh Jackman som Robert Angier og  David Bowie som opfinderen Nikola Tesla. I tillæg har skuespillerne Michael Caine, Scarlett Johansson, Piper Perabo, Andy Serkis og Rebecca Hall større eller mindre roller.  

### Rolleliste
- Hugh Jackman – Robert Angier
- Christian Bale – Alfred Borden
- Michael Caine – Cutter
- Piper Perabo – Julia Angier
- Rebecca Hall – Sarah Borden
- Scarlett Johansson – Olivia Wenscombe
- Samantha Mahurin – Jess
- David Bowie – Nikola Tesla
- Andy Serkis – Alley
- Daniel Davis – Dommer
- Christopher Neame – Forsvarer
- Mark Ryan – Kaptein
- Roger Rees – Owens
- Ricky Jay – Milton